# Zeke's Pad
Zeke's Pad (no Brasil, A Tela Mágica de Zeke e em Portugal, O Tablete do Zeca), é uma série de animação Canadense-Australiano criada por Liz Scully, produzida por Bardel Entertainment e Leaping Lizard Productions em 2008. Esta sendo exibida pela YTV no Canadá às 19h. Os últimos episódios também poderão ser exibidos pela YTV. O show se trata sobre as aventuras de um skatista de 14 anos de idade e artista chamado Zeke que possui uma tela eletrônica mágica que traz vida a qualquer coisa que ele precise.
No Brasil o show foi exibido no Cartoon Network.
Em Portugal a série estreou em 2011 na RTP2.

## Sinopse
Zeke Palmer é um artista criativo e skatista que mora com uma família estranha e maluca.
Sua tela é um update incrível, eletrônico, que é um celular, PDA, GPS, MP3 Player, tudo comprimido em desenhos. A tela de Zeke tem um único problema: qualquer coisa que ele desenhe cria vida. Ser um artista criativo como ele é, Zeke está constantemente desenhando e fazendo seus desenhos criarem vida; Mas, logo, Zeke aprende que para cada ação há uma reação; As coisas simplesmente nunca saem da maneira que Zeke havia imaginado.

## História da transmissão
Antes da sua estreia no Canadá pela YTV, o show foi transmitido em mais de uma dezena de países: Austrália (Seven Network), Alemanha (ZDF), França (Canal + Familie), Polônia (ZigZap), Índia e Sri Lanka (Sun TV), Espanha (Televiso de Catalunya), América Latina e Brasil (Cartoon Network) e Oriente Médio (UPC). Depois da sua estreia no Canadá, foi transmitido em Portugal (RTP2).  Zeke's Pad foi nomeado para o prestigíado AFI, por Melhor Série Animada em 2009. Em 2009, Elan Awards, que homenageia as realizações de Vídeo games, animação e efeitos visuais, Zeke's Pad levou um ótimo prêmio para casa, como melhor produção de TV e um prêmio de animação da Best Art Direction.

## Dublagem
| Personagens                 | Dublagem Original   | Dublagem Brasileira | Dubragem Portuguesa |
| --------------------------- | ------------------- | ------------------- | ------------------- |
| Zeke Palmer/ Zeca Palma     | Michael Adamthwaite | Rodrigo Andreatto   | Tiago Retré         |
| Jay Fritter/ Jaime Fry      | Tim Hamaguchi       | Douglas Guedes      | Carlos Macedo       |
| Rachel Palmer/ Raquel Palma | Chiara Zanni        | Fernanda Bullara    | Ana Catarina        |
| Ike Palmer/ Gin Palma       | Trevor Devall       | Yuri Chesman        | Paulo B.            |
| Alvin Palmer/ Alberto Palma | Trevor Devall       | ?                   | Paulo B.            |
| Ida Palmer/ Ilda Palma      | Tabhita St. Germain | ?                   | Paula Fonseca       |
| Maxine Marx/ Maria Marcas   | Tabhita St. Germain | Luciana Baroli      | Paula Fonseca       |

- Locutor: Vagner Santos
- Direção de dublagem: Cláudia Carli
- Versão Brasileira: Centauro

## Personagens
- Zeke Palmer:Zeke Palmer é um talentoso artista / skatista de 14 anos de idade. Ele é um adolescente que segue seu próprio caminho, no entanto, é cuidadoso e estranho para que possa obter as coisas que quer. Mais importante ainda, Zeke é um tomador de risco. Ele é totalmente à favor de suas ideias acontecerem e fazerem acontecerem. Também é inerentemente míope. A ação a curto prazo é igual a reação de algo, pois ele é cego. Por causa de seu entusiasmo, mais sobre suas ideias criativas, Zeke deve lidar com as consequencias de suas ações, muitas vezes com resultados hilariantes.
- Jay Fritter: Jay é o melhor amigo de Zeke. Jay possui um conhecimento surpreendente sobre computação e sua técnica para com a magia muitas vezes os ajudam à sair de uma encrenca. Jay é a única pessoa que sabe sobre o "poder" especial da tela de Zeke, e ele deseja a tela para si.
- Rachel Palmer: Ela tem 12 anos de idade e é a irmã mais nova e irritante de Zeke. Ela é a "Rainha do Drama", transformando cada momento num monólogo emocionante, tudo pelo seu amor ao teatro.
- Ike Palmer: É o irmão mais velho de Zeke, e ele tem 17 anos de idade. Ele é um atleta que só liga para o treinamento. Ele tem uma formação estranha e um programa de dieta após o outro para obter a aptidão física de pico.
- Ida Palmer: É a mãe de Zeke e uma artista de mudança rápida. Ela sempre esta em disputas para manter o seu jaleco branco limpo. A limpeza é a ordem do dia.
- Alvin Palmer: É o pai do Zeke que tem dois amores verdadeiros: a música e a sua esposa Ida. Ele vive com a cabeça em uma nuvem musical e depende de Ida para reger o resto.
- Maxine Marx: O velho ditado: "Os opostos se atraem" funciona bem para Maxine e Zeke. Bonita, inteligente e super atlética, ela é a paixão secreta de Zeke.